# Čierna
Čierna, ungarisch Ágcsernyő (bis 1948 slowakisch „Černá“; ungarisch auch Ágcsernő oder Csernő) ist eine Gemeinde im Osten der Slowakei mit 420 Einwohnern (Stand 31. Dezember 2024), die zum Okres Trebišov, einem Kreis des Košický kraj, gehört. Sie ist Teil der traditionellen Landschaft Zemplín.

## Geographie

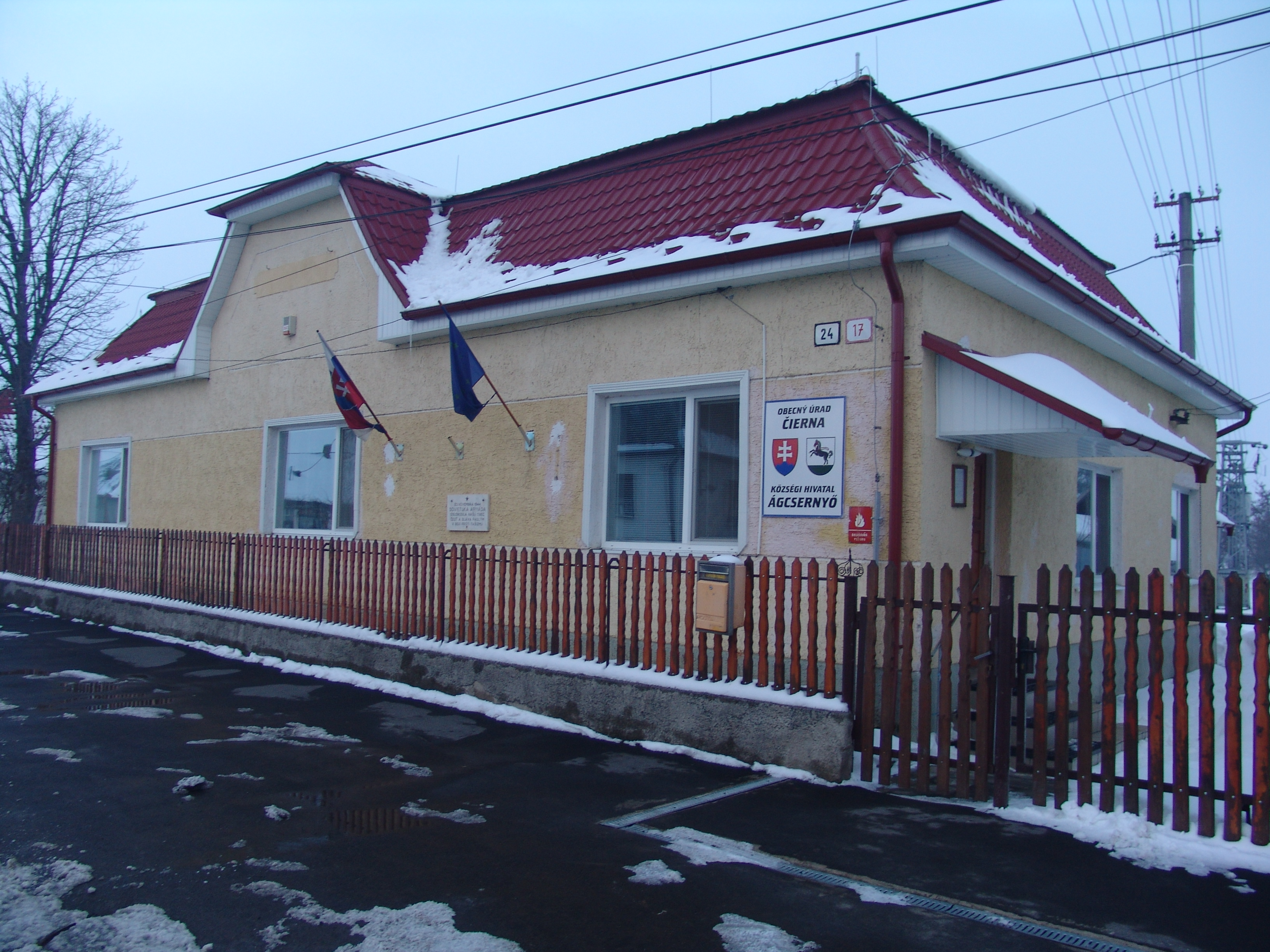
Gemeindeamt von Čierna

Die Gemeinde befindet sich im südöstlichen Teil des Ostslowakischen Tieflands in der Kleinregion Medzibodrožie (ungarisch Bodrogköz), auf einem alten Anschwemmungsdeich der Theiß und unweit der Staatsgrenzen zu Ungarn und zur Ukraine. Das Ortszentrum liegt auf einer Höhe von 101 m n.m. und ist sechs Kilometer von Čierna nad Tisou,11 Kilometer Kráľovský Chlmec sowie 64 Kilometer von Trebišov entfernt (Straßenentfernung).
Nachbargemeinden sind Boťany im Nordwesten und Norden, Solomonowo (UA) im Osten, Malé Trakany im Südosten und Čierna nad Tisou im Süden, Südwesten und Westen.

## Geschichte
Čierna wurde zum ersten Mal 1214 als Chernafolo schriftlich erwähnt. Zur Zeit der Ersterwähnung war das Dorf Gut des Klosters von Leles, 1270 gehörten die Ortsgüter dem Landadel. Im Laufe der Jahrhunderte kam es zu häufigen Besitzerwechseln. Im 18. und 19. Jahrhundert war das Dorf Besitz der Familien Klobusiczky und Szerdahelyi.
1557 wurden viereinhalb Porta verzeichnet, 1715 gab es neun verlassene und sechs bewohnte Haushalte. 1787 hatte die Ortschaft 19 Häuser und 188 Einwohner, 1828 zählte man 36 Häuser und 287 Einwohner, die als Landwirte tätig waren.
Bis 1918/1919 gehörte der im Komitat Semplin liegende Ort zum Königreich Ungarn und kam danach zur Tschechoslowakei beziehungsweise heutigen Slowakei. Auf Grund des Ersten Wiener Schiedsspruchs war der Ort von 1938 bis 1944 noch einmal Teil Ungarns.
1957 wurde das Gebiet der heutigen Stadt Čierna nad Tisou von der Gemeinde ausgegliedert, wo ein paar Jahre zuvor ein großer Grenzbahnhof an der Grenze zur damaligen Sowjetunion errichtet wurde.

## Bevölkerung
| Jahr                | 1994 | 2004    | 2014     | 2024     |
| ------------------- | ---- | ------- | -------- | -------- |
| Anzahl der Personen | 437  | 416     | 467      | 420      |
| Unterschied         |      | −4,80 % | +12,25 % | −10,06 % |

| Jahr                | 2023 | 2024 |
| ------------------- | ---- | ---- |
| Anzahl der Personen | 420  | 420  |
| Unterschied         |      | +0 % |

Nach der Volkszählung 2011 wohnten in Čierna 486 Einwohner, davon 443 Magyaren, 41 Slowaken und ein Rom. Ein Einwohner machte keine Angabe zur Ethnie.
249 Einwohner bekannten sich zur reformierten Kirche, 184 Einwohner zur römisch-katholischen Kirche, 35 Einwohner zur griechisch-katholischen Kirche sowie jeweils drei Einwohner zu den Baptisten und zu den Zeugen Jehovas. Acht Einwohner waren konfessionslos und bei vier Einwohnern wurde die Konfession nicht ermittelt.

## Bauwerke und Denkmäler
- reformierte (calvinistische) Kirche aus dem Jahr 1838

## Verkehr
Durch Čierna führt die Cesta I. triedy 79 („Straße 1. Ordnung“) von Kráľovský Chlmec heraus und endet am Übergang in die Cesta III. triedy 3701 („Straße 3. Ordnung“) nach Čierna nad Tisou. Die Weiterführung in die Ukraine ist gesperrt und nicht nutzbar. Der nächste Bahnanschluss ist in Čierna nad Tisou an der Bahnstrecke Čierna nad Tisou–Košice.